# Johann La Roche
Johann Joseph La Roche, auch Johann Laroche (* 1. April 1745 in Pressburg; † 8. Juni 1806 in Wien) war ein österreichischer Theaterschauspieler, Komiker und Bühnenschriftsteller.

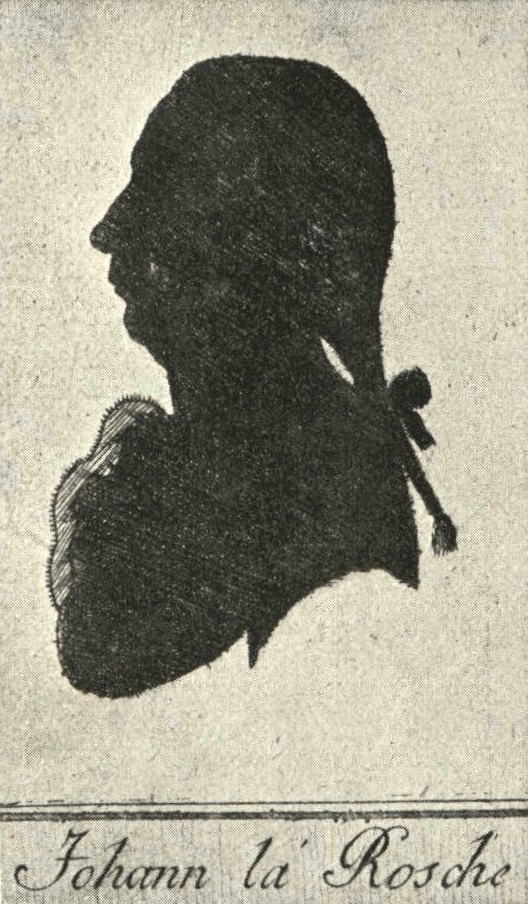
Johann la Roche (Silhouette von Hieronymus Löschenkohl)

## Leben
Johann La Roche sollte eigentlich auf Wunsch der Familie Barbier werden, doch mit 19 Jahren schloss er sich 1764 in Graz Johann Joseph Brunian und dessen Schauspielertruppe an. Vier Jahre zog er mit dieser Truppe umher und wechselte 1768 zu Johann Matthias Menninger, der gerade in Baden bei Wien gastierte.

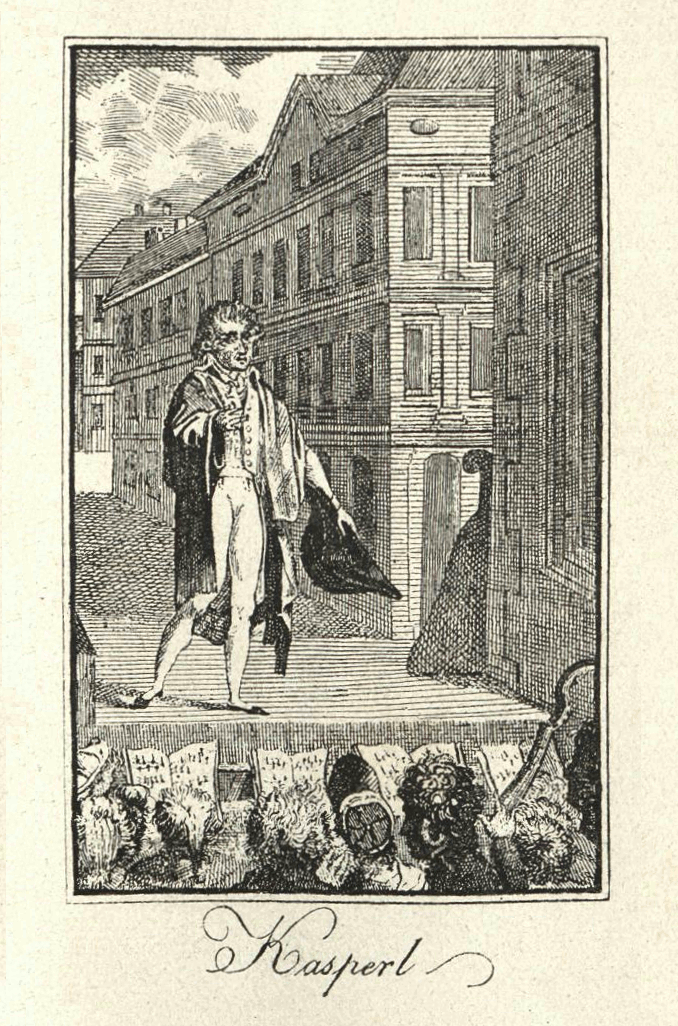
„Kasperl'“ (Wiener Theater-Almanach auf das Jahr 1804)

Zusammen mit Menninger kreierte La Roche die Figur des „Kasperle“ (auch „Kasperl'“) (mit einem großen roten aufgenähtem Herzen auf dem Brustfleck).
La Roche vertrat mit seiner Kasperlefigur die gleiche Stelle wie sein Vorgänger „Hanswurst“ und seine Nachfolger „Thaddädl“ und „Staberl“.
Ab 1781 spielte La Roche bis zu seinem Tod zusammen mit Karl von Marinelli in Wien am Leopoldstädter Theater. Viele Rollen wurden La Roche direkt auf den Leib geschrieben und sind wichtige Bestandteile im Alt-Wiener Volkstheater.